# З/Л/О 2
«З/Л/О 2» (англ. «V/H/S/2», стилизован, как З/Л/О²) — фильм-антология ужасов 2013 года, снятый компанией Bloody Disgusting. Второй фильм франшизы З/Л/О и сиквел фильма «З/Л/О». Фильм состоит из четырёх фрагментов найденных кадров, связанных между собой пятым кадром повествования. «З/Л/О/2» снят во многом другим составом режиссёров: Джейсон Айзенер, Гарет Эванс, Тимо Тьяхьянто, Эдуардо Санчес и Грегг Хейл, а также вернувшиеся из франшизы Саймон Барретт и Адам Вингард. Сиквел получил более благоприятные отзывы кинокритиков, чем первый фильм.
6 июня 2013 года фильм вышел на Video on Demand, 12 июля — вышел в ограниченный прокат в США. В российский прокат картина вышла 5 сентября 2013 года.
В 2022 году по мотивам последнего из фрагментов оригинала вышел фильм Детки против пришельцев.

## Сюжет
Фильм представлен антологией короткометражных фильмов ужасов, встроенных в рамку повествования, которая действует как самостоятельный короткий фильм ужасов. Каждый короткометражный фильм связан с найденной киноплёнкой (каждая сцена показана с ленты VHS-кассет, которые были в первом фильме).

### Кассета 49 / Основной сюжет
англ. Tape 49
Режиссёр — Саймон Барретт
Двое частных детективов, Ларри и Эйша, расследуют исчезновение студента колледжа. Пробравшись в дом, где он жил, они обнаруживают телевизоры, большое количество видеокассет и ноутбук. На записи они видят студента, который призывает посмотреть VHS-кассеты. Ларри идёт исследовать дом, а Эйшу оставляет посмотреть плёнки.
После просмотра первой ленты («Первый этап клинических испытаний») Эйша сомневается в её подлинности. Студент на компьютере упоминает, что ленты нужно смотреть в правильной последовательности, чтобы они повлияли на них. Эйша смотрит другую кассету («Поездка в парке»), после чего Ларри находит её спящей с кровотечением из носа. Когда Эйша проснулась, она говорит, что у неё мигрень. Она просит Ларри принести ей таблетки, после его ухода она проигрывает другую ленту («Убежище»). По возвращении Ларри находит мертвую Эйшу и видеокассету со словом «посмотри», написанным помадой. Просмотр кассеты («Вечеринка с инопланетным похищением») ставит его в тупик. Наблюдая за ноутбуком, он замечает, что студент снимает всё происходящее на камеру включая момент вторжения детективов в дом. Студент говорит о том, как видеозаписи влияют на ум и как он сделает свои собственные записи. Затем он кончает жизнь самоубийством, выстрелив из револьвера в подбородок. Через пару секунд он встаёт и покидает комнату с оторванной нижней челюстью.
Вдруг оживает Эйша и пытается задушить Ларри. Ларри борется с ней и ломает ей шею. Он берёт камеру и бежит от Эйши. Из засады он стреляет ей прямо в голову из пистолета. Появляется студент и убивает Ларри, затем берёт камеру и показывает большой палец вверх, показывая этим, что он сделал свою собственную кассету.

### Первый этап клинических испытаний / Первая кассета
Молодому человеку, потерявшему свой левый глаз после автокатастрофы, вставляют экспериментальный имплантат. Поскольку это эксперимент — ему в голову вставляют специальный чип, чтобы записывать все происходящее на его новый глаз. Выходя из больницы, он замечает подозрительно смотрящую на него девушку, но не особо на это обращает внимание. Вечером того же дня, ему мерещатся первые галлюцинации — приподнятое одеяло в форме человека на кровати и окровавленный мужчина. В страхе главный герой запирается у себя в туалете и просит через телефон своего доктора завтра починить это устройство. Через некоторое время он решается выйти из своего убежища обратно в комнату, но всё равно галлюцинации продолжаются — он видит маленькую мёртвую девочку. Пребывая в полном отчаянии, он опять прячется в своём туалете и проводит там ночь. На следующий день он обнаруживает пустую квартиру и засыпает. Вечером он просыпается, к нему приходит та самая девушка из больницы и сообщает, что знает про его видения. За пивом она рассказывает ему, что в неё встроен подобный имплантат для слуха и что она улавливает подобные странные вещи. Клариса объясняет герою, что чем больше с ними общаться, тем чаще они видятся и что даже если имплантат вытащат — они всё равно будут продолжать находиться возле него, но он их не сможет увидеть. Тем же вечером он видит за окном стоящий труп. Чтобы он исчез, Клариса начинает заниматься с героем сексом. Проснувшись после него, главный герой в ванной перед зеркалом просит учёных оставить копию этой ночи себе. В этот момент он опять начинает видеть ту же фигуру из одеяла, что и в прошлую ночь. Отдёрнув одеяло, он слышит крики Кларисы и видит, как что-то невидимое утаскивает её на дно бассейна и держит там. Попытки спасти её проваливаются, и она умирает. В бассейне происходит подводный «взрыв». Выйдя из воды и пытаясь отойти от ужаса, в панике главный герой возвращается в свой дом. Мёртвые призраки уже везде. Не зная что делать, герой опять запирается в ванной. В шоковом состоянии и в панике он с помощью бритвы вырезает себе имплантат. Видения его забирают в агонии, затем один из них засовывает ему в рот его глаз с имплантатом — на этом плёнка заканчивается.

### Поездка в парке / Вторая кассета
Молодой человек по имени Майк решает летним утром совершить велосипедную прогулку по парку. Во время прогулки он чуть не сбивает девушку, девушка просит Майка помочь её парню Дэну, на которого кто-то напал. Внезапно девушку тошнит кровью, после чего она нападает на Майка и кусает его. Майку удаётся убежать от девушки, превратившейся в зомби, также в кадр попадают другие зомби. Далеко Майку убежать не удаётся, его тошнит кровью, и он теряет сознание. В это время Майка находят двое случайных прохожих, они пытаются вызвать помощь, но Майк уже успел превратиться в зомби и нападает на них. Дальнейшая съёмка ведётся от лица зомби Майка, он успевает укусить обоих прохожих, обедает одним из них, а когда превращаются и они — продолжает прогулку по парку, уже пешком, и в компании других зомби устраивает погром на чужом дне рождения. Однако у Майка ещё осталась часть сознания: видя своё отражение в автомобильном окне, он понимает, что что-то в его прогулке пошло не так, а после звонка от своей подруги по видеочату совершает самоубийство с помощью дробовика, которым один из выживших расстреливал зомби. На этом запись обрывается.

### Убежище / Третья кассета
Четверо друзей — Малик, Лена, Джон и Адам — берут интервью у «отца» (так они его называют), снимая на видеокамеру про переход между жизнью и смертью. Герои упрашивают его на репортаж в его доме, чтобы получше понять быт их семьи, и он соглашается. Пройдя по коридору, главные герои продолжают интервью «отца», но у Лены начинается приступ рвоты, и она идёт в туалет, Адам идёт за ней. Проходя мимо класса (в котором звучит музыка, как из музыкальной шкатулки), Лена входит в него, и у двери появляются две женщины, которые начинают надвигаться на неё, но их обрывает Адам, и Лена уходит вместе с ним. Малик, уйдя за батарейкой для камеры, замечает через планшет Лену и Адама (их разговор о том, что Лена беременна). «Отец» начал говорить в микрофон, а после, сняв рубаху, убил Джона канцелярским ножом. Тем временем Адам нашёл комнату с женщиной на операционном столе, которую начало трясти. Лену в коридоре забрали медсёстры. Все в здании, послушав «отца», начали убивать себя. Малик, который прибежал в здание, был пойман и убит из дробовика. Адам побежал на крик Лены. Оказавшись в другом коридоре, он, вооружившись, пошёл на дверь, но произошёл взрыв, и из неё вышел «отец» и взорвался. За дверью был стол вызова дьявола, где лежала Лена. Адам отрывает от неё орущих женщин и пытается поднять Лену, но уже поздно, ритуал завершён. Из неё вышел огромный красный волосатый демон, и Адам в панике убегает. Все, кто был убит, стали зомби, и они стали нападать, но Адам всё же выбрался и сел в машину, и поехал отсюда. Но демон догнал и разбил машину. Адам очнулся в перевёрнутой машине. Он выбирается из неё, но его сверху поджидает демон (с головой барана и с крыльями) и называет папой. Адам от шока и ужаса начинает истерично смеяться. На этом запись обрывается.

### Вечеринка с инопланетным похищением / Четвертая кассета
Младшие братья Гэри и Рэнди прикрепляют камеру к своему йоркширскому терьеру Тэнку, чтобы снимать видео в своем доме на берегу озера. Их родители отправляются в романтическое путешествие, перед этим оставив им список дел по дому. После того, как их родители уезжают, к старшей сестре братьев, Джен, приезжает парень, Зак, вместе с друзьями. Гэри и Рэнди приглашают своих друзей, чтобы пошутить над Джен и Заком. Пока старшие купаются в близлежащем озере, братья с компанией устраивают засаду на Джен и её друзей с помощью водяных пистолетов, наполненных мочой. Они не замечают серого инопланетянина, прячущегося под водой.
Позже той ночью братья с друзьями пугают Джен и Зака во время секса громкой светомузыкой. Раздается оглушительный шум, который никто не замечает.
В отместку Джен и Зак прикрепляют к Тэнку ещё одну камеру, чтобы поймать одного из мальчиков, мастурбирующего под порнографический фильм. После этого снова раздается оглушительный шум, и отключается питание. Увидев фигуру за дверью, Зак идет, чтобы схватить пистолет отца Гэри и Рэнди. Внезапно Зака хватает пришелец вместе с другими ему подобными, которые, как выясняется, являются причиной беспорядков. Пришельцы похищают остальных членов группы, запихивают их в спальные мешки и пытаются утопить в озере.
Только Гэри, Рэнди, Джен и Тэнк убегают в лес, чтобы спрятаться. После того, как Тэнк непреднамеренно предупреждает пришельцев о своем местонахождении лаем, группа бежит к тому, что, по их мнению, является полицейскими огнями и сиренами, но это оказывается ловушкой, устроенной пришельцами, которые похищают Рэнди. Джен и Гэри убегают в соседний сарай, где инопланетяне хватают Джен, а Гэри и Тэнк убегают по лестнице. Когда инопланетяне приближаются к Гэри, его внезапно поднимает в воздух притягивающий луч инопланетного корабля. Когда Гэри поднимают в воздух, его хватка ослабевает на поводке Тэнка, и Тэнк падает с лестницы на пол, от удара камера отрывается от его спины. Смертельно раненный при падении, Тэнк хнычет, когда он и камера медленно умирают.

## В ролях

### Кассета 49
- Лоуренс Майкл Левин — Ларри
- Келси Эббот — Айеша
- Л.К. Холт — Кайл
- Саймон Барретт — Стив
- Минди Робинсон — Табита

### Первый этап клинических испытаний / Первая кассета
- Адам Вингард — Герман (первоначально роль была написана для Джеймса Ролфа, но ему пришлось отказаться из-за работы над другим фильмом[3])
- Ханна Хьюз — Кларисса
- Джон Т. Вудс — доктор Флейшер
- Корри Линн Фицпатрик — молодая девушка
- Брайан Удович — окровавленный человек
- Джон Карюс — дядя
- Кейси Адамс — Джастин

### Поездка в парке / Вторая кассета
- Джей Сондерс — байкер
- Бетт Кассатт — кричащая девушка
- Дэйв Койн — добрый самаритянин
- Венди Дониджиан — добрая самаритянка
- Девон Брукшир — подружка байкера

### Убежище / Третья кассета
- Фахри Альбар — Адам
- Ханна Аль Рашид — Лена
- Ока Антара — Малик
- Эндрю Сулейман — Джони
- Эпи Куснандар — отец
- Р. Р. Пинурти — Ибу Шри

### Вечеринка с инопланетным похищением / Четвертая кассета
- Райлан Логан — Гэри
- Саманта Грейси — Джен
- Коэн Кинг — Рэнди
- Зак Форд — Шон
- Джош Ингрэм — Дэнни
- Джереми Сондерс — Зак

## Производство и релиз
Фильм был запущен в производство в конце 2012 года, а премьера состоялась 19 января 2013 года в театре Библиотечного центра Парк-Сити в рамках кинофестиваля «Сандэнс-2013», как и его предшественник и именовался тогда, как S-VHS.
Фильм вышел на VOD 6 июня, а в кинотеатрах — 12 июля. Танцевальная панк-группа The Death Set записала песню «6 Different Ways To Die» для титров фильма.

## Критика
Сиквел получил довольно благоприятные отзывы кинокритиков и зрителей. На сайте Rotten Tomatoes 70 % из 67 рецензий были положительными. По общему мнению сайта: «Он такой же разрозненный, как и его предшественник, но „З/Л/О 2“ собирает достаточно талантов режиссёра ужасов, чтобы доставить удовлетворительно мерзкую — хотя и неравномерную — дозу крови». На Metacritic он получил 49% на основе отзывов 21 критика, что означает «смешанные или средние отзывы».
Борис Кит из The Hollywood Reporter написал: «Испуг настолько же страшен, как и режиссура». Деннис Харви из Variety назвал фильм «захватывающим времяпрепровождением для поклонников жанра».
10 июля 2013 года Рекс Рид стал предметом споров из-за язвительной рецензии на фильм, в которой он признался, что вышел из фильма в конце первого сегмента. В его рецензии есть жалобы на части фильма, которые произошли после того, как он покинул фильм, но его ссылки довольно неточны, напр. описывая сегмент Slumber Party Alien Abduction как «ночевку с вторжением похитителей-психопатов, в отличие от пришельцев, рассказанную с точки зрения камеры GoPro, прикрепленной к спине собаки» или резюмируя сегмент A Ride in the Park как историю о «горном велосипедисте, преследуемом плотоядными зомби вместо того, чтобы самому превратиться в одного из них в самом начале».

## Сиквелы
Третий фильм серии под названием «З/Л/О: Новый вирус» вышел в США 21 ноября 2014 года. Перезагрузка франшизы была анонсирована в 2020 году под рабочим названием «З/Л/О 94». Четвёртый фильм серии под таким же названием вышел эксклюзивно на канале Shudder 6 октября 2021 года.